# Anoplodactylus marshallensis
Anoplodactylus marshallensis är en havsspindelart som beskrevs av Child, C.A. 1982. Anoplodactylus marshallensis ingår i släktet Anoplodactylus och familjen Phoxichilidiidae. Inga underarter finns listade i Catalogue of Life.